# Queen II
«Queen II» (укр. «Королева II») — другий студійний альбом британського рок-гурту «Queen», записаний на студіях «Trident» та «Langham 1» у Лондоні. Продюсерами альбому стали самі «Queen», спільно з Роєм Томасом Бейкером і Робіном Джеффрі Кейблом, а інженером звукозапису став Майк Стоун. Він вийшов на лейблах «EMI Records» 8 березня 1974 року у Великій Британії та «Elektra Records» 4 квітня 1974 року в США. «Queen II» став знаменним тим, що став першим альбомом, що містив елементи фірмового звучання гурту — багатошарові накладення, вокальні гармонії та різноманітні музичні стилі.
Описуваний як «ймовірно, найважчий альбом „Queen“», «Queen II» ознаменував завершення першого етапу кар'єри гурту. Альбом, що поєднує у собі важке рок-звучання з елементами арт-року та прогресивного року, був названий «Залою слави рок-н-ролу» «стовпом грандіозного, агресивного хард-року». «Queen II» — не концептуальним альбомом, а збірка пісень, об'єднана спільною темою. Дві сторони оригінального LP були позначені як «Біла сторона» і «Чорна сторона» (замість звичайних сторін «A» і «B»), з відповідними фотографіями членів гурту, одягнених у чорний одяг на обкладинці та у білий — на внутрішній стороні обкладинки. «Біла сторона» містить пісні на емоційніші теми, а «Чорна» — майже повністю присвячена фентезі, часто на доволі похмуру тематику. Фотографію обкладинки альбому, яку створив Мік Рок, гурт часто використовував протягом усієї кар'єри, зокрема у відеокліпах до пісень «Bohemian Rhapsody» (1975) та «One Vision» (1985).
І хоча «Queen II» отримав змішані відгуки критиків, він залишається одним з найменш відомих альбомів гурту. Однак, з моменту виходу він зберіг культову популярність і заслужив похвалу критиків, шанувальників та колег-музикантів.

## Передумови і запис
— Браян Мей про «Queen II» та звучання гурту
Гурт «Queen» дав свій перший концерт 27 червня 1970 року, тоді як роботу над дебютним альбомом під власною назвою «Queen» завершив лише в листопаді 1972 року. Упродовж цього періоду, крім пісень, що увійшли до альбому «Queen», гурт також створив інший, складніший за складовою музичний матеріал, але вирішив зачекати із його записом до того часу, коли б отримав більше свобод та досвіду роботи у студії. Прем'єри пісень «Father To Son», «Ogre Battle» та «Procession» відбулися ще 1972 року. Пісня «Seven Seas of Rhye» походила від часу участі Фредді Мерк'юрі у складі гурту «Wreckage» 1969 року. Пісні «See What a Fool I've Been» (що увійшла до Б-сторони синглу «Seven Seas of Rhye») та «White Queen (As It Began)» були складені за часів колишнього гурту Браяна Мея та Роджера Тейлора «Smile». Інша пісня Мерк'юрі, «Stone Cold Crazy», також написана за часів «Wreckage» — вже кілька років входила до концертного списку композицій «Queen», але її запис відкладався, після чого вона потрапила у переробленому вигляді до третього альбому гурту, «Sheer Heart Attack». Також, під час сесій запису альбому «Queen II», проводилися репетиції пісні «The Prophet's Song», але вона залишалася незавершеною до випуску четвертого альбому гурту, «A Night at the Opera». Альбом «Queen II» записувався з серпня 1973-го по лютий 1974 року у Лондоні на студіях «Trident» і «Langham 1». Під час його створення, гурт наполіг на тому, щоб «Trident» дозволили йому записуватися у будь-який час, а не тоді, коли студія була вільною, як це було при записі їхнього першого альбому. «Queen» звернулися до Девіда Бові з пропозицією стати їхнім продюсером, але той відмовився, оскільки в той час записував альбом «Pin Ups» і працював над піснями для наступної своєї платівки, «Diamond Dogs». В результаті «Queen» вирішили самі продюсувати свій альбом, спільно з Робіном Джеффрі Кейблом (брав участь у записі композицій «Nevermore» та «Funny How Love Is»; Мерк'юрі раніше з ним співпрацював під час запису пісні «I Can Hear Music») та Роєм Томасом Бейкером (брав участь у записі амбітної композиції «March of the Black Queen»).
Після комерційного провалу синглу «Keep Yourself Alive» з першого альбому, «Queen» вирішили, що їм потрібен сингл, який не був би «надто довгим» (тобто без довгого гітарного вступу). При створенні альбому «Queen II», ці помилки були враховані, і його провідний сингл, пісня «Seven Seas of Rhye», спеціально написана для цього, починався так, щоб привернути якомога більше уваги публіки. Репетиційні сесії перед записом альбому розпочалися приблизно 26 липня (через проблеми з менеджментом перший альбом гурту вийшов у той момент, коли він готувався до запису «Queen II»). Під час цих репетицій гурт дав інтерв'ю журналу «Melody Maker» і повідомив, що його новий альбом буде присвячений темі «боротьби добра зі злом». Крім того, гурт припинив співпрацю з Джоном Ентоні, який був співпродюсером першого альбому, через розбіжності між ним та Мерк'юрі. 3 серпня «Queen» виступив на концерті в Ньюкаслі, а 4 серпня повернувся до Лондона для попередньої репетиції перед записом. Сесії розпочалися 5 серпня із праці над дублями 1-12 завершеної версії «Seven Seas of Rhye». 6 серпня гурт розпочав запис пісні «Father To Son», працюючи над її 1-4 дублями. Робота над альбомом тривала до 9 серпня, коли було знято промо-кліпи до пісні «Keep Yourself Alive» та «Liar» з їхнього першого альбому.
Згідно з випуском журналу «Record Mirror» від 11 серпня, гурт мав повернутися до студії 15 серпня. Проте Девід Бові та Кен Скотт займалися продюсуванням альбому «Pin Ups» у студії, якою користувалися «Queen». Внаслідок цього, гурт разом з Робіном Джеффрі Кейблом був переведений у Cтудію № 2. Хоча на той час у цій студії був лише 8-доріжковий магнітофон, проте «Queen» вирішили там попрацювати над мінусівками. Того ж дня були записані дублі пісень «Nevermore», а 16 серпня — «Funny How Love Is». 17 серпня «Queen» довелося скасувати студійну сесію, задля виступу з концертом у Пітерборо. Вони повернулися до Лондона близько третьої години ночі. Рой Томас Бейкер також був у від'їзді (приблизно з 12 по 18 серпня) для роботи зі своїм датським клієнтом, гуртом «Gasolin'», який записував альбом «Gasolin' 3». 18 серпня «Queen», Бейкер і Кейбл записали складну мінусівку до «The March Of The Black Queen». Після перерви під час літніх свят (так звані баківські вихідні), 28 серпня, гурт розпочав основну роботу з овердабінгу (музична техніка, коли музичний уривок записується і накладається на основний запис два або більше разів). Деякі мінусівки довелося розрізати на окремі мульти-треки через великий обсяг накладень (овердабів). Гурт навіть дав робочу назву альбому — «Over The Top», що містила у собі відсилання на овердабінг. Джон Дікон цього періоду ще навчався і йому довелося складати літні іспити. У вересні Браян Мей записав пісню «Procession», концертна прем'єра якої відбулася 13 вересня, коли гурт виступав на іподромі «Golders Green» у Лондоні (це був перший записаний концерт гурту).
24 вересня гурт дав своє перше радіоінтерв'ю Бобу Харрісу. На початку жовтня «Queen» уперше зустрілися з фотографом Міком Роком, щоб обговорити концепт-арт альбому. З 12 жовтня гурт взяв невелику перерву, щоб розпочати промо-тур Європою. 18 жовтня гурт повернувся до Лондона для продовження роботи над альбомом. 3 листопада «Queen» провели перше рекламне знімання з Міком Роком, у результаті була створена культова фотографія обкладинки альбому. У листопаді «Queen» зробили ще одну перерву в записі альбому, щоб вирушити у тур із гуртом «Mott the Hoople». Репетиції розпочалися 5 листопада, а тур стартував у Блекберні 13 листопада. На початку грудня гурт кілька разів приїжджав до Лондона і навідувався до студії у вихідні від туру дні. Тур завершився 14 грудня у «Hammersmith Odeon», а 15 грудня відбувся окремий концерт в Лестерському університеті. Чорнове мікшування альбому розпочалося 17 грудня. 22 грудня гурт відвідав Мартін Хейман із «Sounds», коли вони закінчували чорнове мікшування пісень «Loser In The End», «Ogre Battle» та «The Fairy Feller's Master-Stroke».
«Queen» повернулися до студії на початку січня. На той момент усі чорнові мікси були закінчені, і гурт був готовій перейти до фінальної стадії виробництва альбому. Згідно зі студійною документацією, більшість пісень були змікшовані до 19 січня, але все ще вимагали еквалізації (процес обробки звукового сигналу еквалайзером). Крім того, в середині грудня у Мея почалася гангрена на місці щеплення від зіпсованої голки, через що він не зміг бути присутнім на деяких сесіях. 25 січня «Queen» вилетіли до Австралії, де 27 січня виступили перед некерованим натовпом, внаслідок чого вони були змушені залишити сцену на середині виступу. 31 січня «Queen» повернулися до Лондона для завершення роботи над альбомом. Остання партія платівок з «Queen II» була виготовлена 20 лютого.

## Пісні

### Огляд
Музику «Queen II» відносять до кількох жанрів, зокрема арт-рок, хард-рок, глем-рок, хеві-метал та прогресивний рок. Музичний журналіст та письменник Джеррі Юїнг назвав альбом таким, що демонструє «прог-арт-рок-тенденції». Деніел Росс із журналу «The Quietus» назвав його «чітким перетином» між «каламутним, металевим началом» гурту та «абсолютним втіленням поп-досконалості „Queen“, шкіряних штанів та пастишів Формбі».
Замість традиційних «Сторони 1» та «Сторони 2» альбом був розділений на «Білу» та «Чорну» сторони, які переважно складалися з пісень Мея та Мерк'юрі відповідно. Хоча деякі оглядачі інтерпретували його як концептуальний альбом, біограф «Queen», Георг Первіс, заявив, що це «не концептуальний альбом, а збірка пісень, в яких простежується вільна тематика». Мерк'юрі пізніше підтвердив це в інтерв'ю журналу «Sounds» 1976 року, сказавши, що «все просто еволюціонувало доти, поки не з'явилася партія пісень, які можна було вважати агресивними, або „Чорною строною“, і звідти була більш м'яка сторона».
«Біла» сторона альбому дуже різноманітна за змістом: чотири з п'яти треків написав Браян Мей, один з яких — інструментальний. Фредді Мерк'юрі співає у двох піснях, Мей — у одній, а Роджер Тейлор співає у заключній композиції, єдиній, яку він написав в альбомі. А Джон Дікон, хоча і був бас-гатистом — зіграв на акустичній гітарі у пісні «Father to Son». Мерк'юрі написав і заспівав усі шість пісень «Чорної» сторони альбому.

### «Біла» сторона
Procession
«Procession» — це коротка інструментальна «п'єса» (похоронна хода), виконана Браяном Меєм з багатошаровим гітарним звучанням. Він записав її, зігравши партії, які перекривали одна одну, на гітарі «Red Special» через спеціальний підсилювач Джона Дікона («Deacy Amp»). Роджер Тейлор також брав участь у цьому інструменталі, використовуючи лише педаль бас-барабану.
Father to Son
«Father to Son» написав Мей, вона містить партії хеві-металу, а також тиху фортепіанну секцію у його виконанні. Як і попередня, «Father to Son», пісня містить секцію з багатошаровою гітарною грою Мея, яку він виконує через підсилювач «Deacy Amp». Лірично, композиція написана з точки зору батька, який розповідає або думає про свого сина. Відразу після запису, «Queen» включили «Father to Son» у свої концертні списки пісень. 1975 року пісню виключили з концертів, але 1976-го вона кілька разів знову виконувалася на них. Вокальний діапазон пісні охоплює дві октави (Мерк'юрі виконує Соль малої октави-Ля першої октави, а Тейлор — Соль першої октави-Ля другої октави).
White Queen (As It Began)
Ця пісня, написана Меєм 1968 року, представлена контрастуючими між собою акустичною та хеві-метал-секціями. Мей пояснював, що ідея пісні виникла під час прочитання твору Роберта Ґрейвса, «Біла богиня». Пісня також мала особисте значення для Мея, бо натхненням до її написання стала його однокурсниця, якою він захоплювася і вважав втіленням концепції щодо «досконалої жінки». У пізншому інтерв'ю він казав: «Я пам'ятаю, як по вуха був закоханий в одну дівчину з біологічного факультету, при цьому ніколи з нею не розмовляв… Я [наважився] запросити цю дівчину на побачення, і вона стала подругою на все життя, що дуже дивно…». У пісні Мей грає на своїй акустичній гітарі «Hairfred». У гітарі оригінальний матеріал струнотримача Мей замінив на тверду деревину. Він виготовив новий струнотримач, підточуючи дерев'яну заготовку до тих пір, поки вона не стала такої ж висоти, як і лади. Після того, як струни акуратно лягли на лади — гітара почала видавати ефект «гудіння» ситари.
«White Queen» регулярно виконувалася між 1974—1977 роками, і востаннє звучала 1978 року у Лондоні. Концертна версія пісні зазвичай містила довгу інструментальну паузу з грою Мерк'юрі на фортепіано, яка не увійшла або була опущена у альбомній версії. Пісня також виконувалася на «BBC» у квітні 1974 року.
Some Day One Day
Це перша пісня «Queen», у якій Мей виконує вокальні партії протягом усього треку. Крім того, Мей грав на акустичній та електро- гітарах, а протягом останнього соло (під час згасання мелодії, створеного за допомогою плавного фейдерого зменшення гучності) — звучали одразу три інструменти. Подібне складне гітарне аранжування надалі стало типовим для Мея; проте, якщо зазвичай у нього гітарні партії були представлені гармоніями, то у цьому випадку — кожна партія виконувала різні мотиви.
The Loser in the End
«The Loser in the End» стала єдиним прикладом в альбомі того, де Тейлор виступив як автор пісні та вокаліст. Оригінальний рукописний текст пісні був майже знищений 2004 року. Він був найстарішим серед рукописних текстів в архіві «Queen».

### «Чорна» сторона
Ogre Battle
«Ogre Battle» була написана Мерк'юрі на гітарі (що було підтверджено Меєм у декількох інтерв'ю) 1971 року, вона стала однією з найбільш ранніх творів у концертному списку «Queen», попри те, що її не записували до початку сесій «Queen II». Гурт чекав, коли у них з'явиться більше студійних свобод, щоб записати її як слід.
Пісня є мелодійно однією із «найважчих» серед творів «Queen». Гітарний риф разом з ударними Тейлора надавали їй дуже «трешового» звучання. Крики огрів в середині пісні — виконував Мерк'юрі, а високі вокальні гармонії в кінці приспівного гуку — співав Тейлор. Як випливає з назви, пісня розповідає історію битви між ограми й містить гітарне соло Мея та звукові ефекти, які імітують звучання битви. Початок пісні — це фактично її кінець, зіграний у зворотному порядку.
Існує версія «Ogre Battle», записана в грудні 1973 року для програми «BBC Radio 1», «Sound of the 70s». Крім цього, вийшла ацетатна платівка із відредагованою версією запису пісні для «BBC», без довгого вступу та звукових ефектів, присутніх у альбомній версії, яка, ймовірно, планувалася як другий сингл альбому. Проте інші джерела стверджують, що як другий сингл також розглядалася пісня «The Fairy Feller's Master-Stroke».
«Ogre Battle» була однією з основних пісень в концертній програмі гурту аж до «A Day at the Races Tour» включно, і кілька разів виконувалася під час північноамериканського етапу «News of the World Tour», після чого була остаточно виключена із гастрольного списку.
The Fairy Feller's Master-Stroke

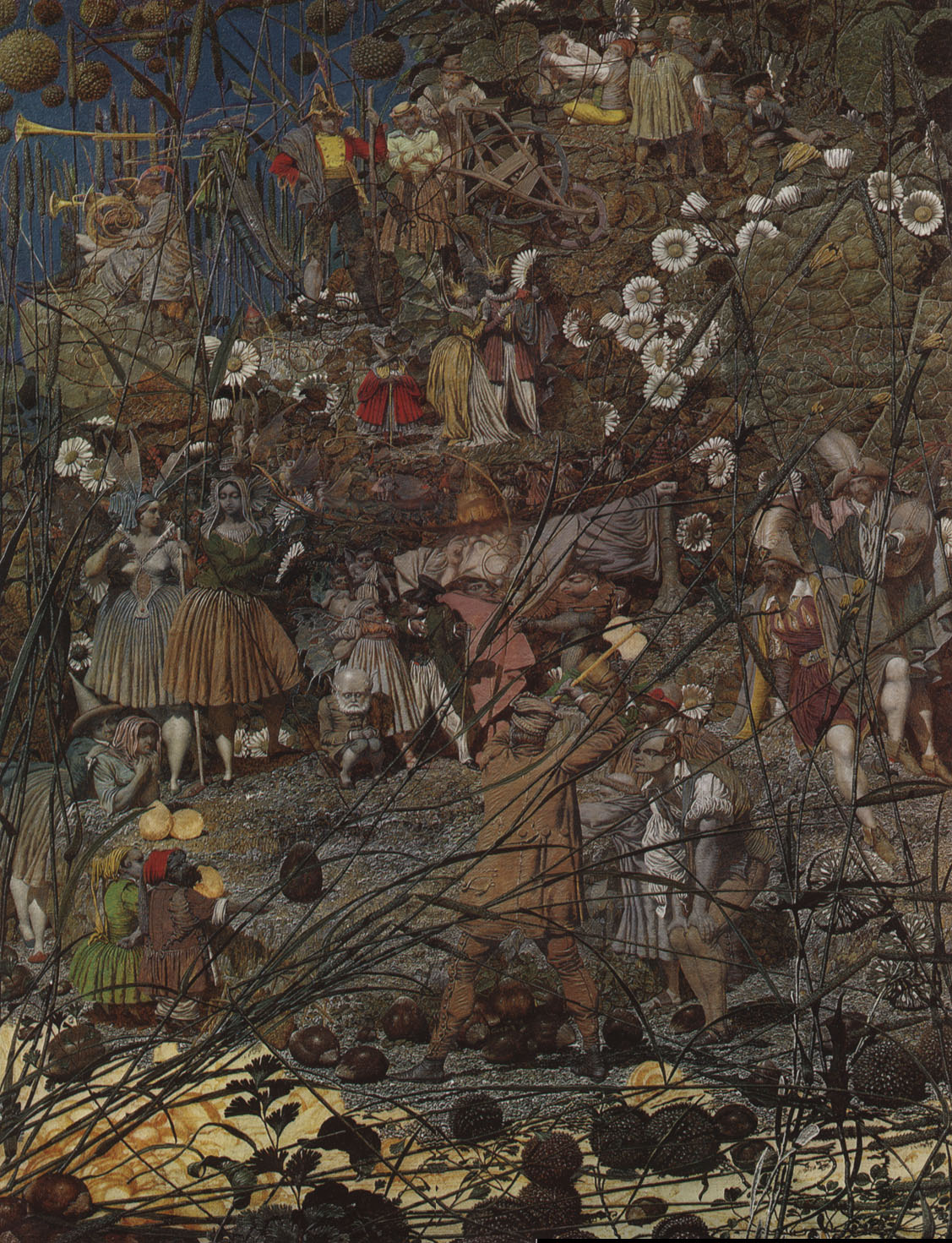
Картина «Майстерний замах казкового лісоруба» Річард Дадд

Натхнення для написання пісні прийшло до Мерк'юрі після того, як він побачив однойменну картину Річарда Дадда «Майстерний замах казкового лісоруба» («The Fairy Feller's Master-Stroke»), що зберігається у лондонській галереї Тейт. Мерк'юрі, кожного разу, коли у «Queen» був вільний час, вів гурт до цієї галереї. Пісня, як і більшість треків альбому, містить середньовічні фентезійні тексти і прямо посилається на персонажів картини, детально описаних у картині Дадда і у супутньому його вірші «Усунення картини і її предмета, що називається „Майстерний удар казкового лісоруба“», таких як Королева Меб, Візник Вілл, Обірванець й інші. За словами Тейлора, використання слова «quaere» у рядку, що двічі повторюється, «What a quaere guy» («Що за курйозний тип!») — не має відношення до сексуальної орієнтації Мерк'юрі.
Під час продажу, на деяких ринках до альбому додавалася розкладна обкладинка із репродукцією картини. Автор Ніл Ґейман писав про картину та альбом у своєму блозі:
«Розум підказує мені, що з самою картиною, загадково названою „Майстерний удар казкового лісоруба“, відтвореною в натуральну величину на розкладній обкладинці альбому гурту „Queen“, я вперше зіткнувся у віці чотирнадцяти років або близько того, і вона не вразила мене. Це одно з дивацтв. Потрібно побачити її у плоті, фарбами на полотні, справжньою, яка висить, переважно, коли вона не подорожує, в залі прерафаелітів галереї Тейт, недоречну серед величних прерафаелітських красунь у золотих рамах, набагато більших і вправніших, ніж скромне подвір'я фей, які прогулюються по ромашках, щоб стати реальністю. І коли ви побачите це, кілька речей стануть очевидними: одні одразу, інші згодом»
Також Ґейман написав довше есе про картину для журналу «Intelligent Life».
Студійний запис пісні мав складне аранжування, де Мерк'юрі грав не лише на фортепіано, але і на клавесині, а Рой Томас Бейкер — на кастаньєтах. Тейлор назвав цю пісню «Queen» «найбільшим стереоекспериментом», посилаючись на використання панорамування у міксі.
Пісня виконувалася лише кілька разів під час «Queen II Tour». До 2014 року, коли вона вийшла на відео «Live at the Rainbow '74», важалося, що не існує її концертних записів.
Nevermore
Попередній трек закінчується трьохчастинною вокальною гармонією з Мерк'юрі, Меєм і Тейлором, яка переливається у гру Мерк'юрі на фортепіано. Ця ж гра на фортепіано відкриває пісню «Nevermore», перетворюючи її у попурі із «Ogre Battle», «The Fairy Feller's Master-Stroke». Усі вокальні партії виконав Мерк'юрі, який також додав кілька сучасних фортепіанних ефектів «кола». Багато хто припускав, що ці ефекти виконувалися за допомогою синтезаторів, тоді як насправді, вони були створені невідомою особою, яка пощипувала за струни фортепіано, поки Мерк'юрі награвав ноти. За складовою, «Nevermore» — це коротка балада, написана Мерк'юрі, яка оповідає про розбите серце та про почуття, пов'язані з цим.
The March of the Black Queen
Мерк'юрі працював над цією піснею ще до створення гурту «Queen». 1974 року в інтерв'ю журналу «Melody Maker» він сказав: «… на створення цієї пісні в мене пішла ціла вічність. Я хотів віддати їй все, потурати своїм бажанням або щось таке…». За складовою це багатогранна композиція; друга за тривалістю (6:34) серед творів «Queen»; вона є одною з двох пісень гурту (інша — «Bohemian Rhapsody»), що містить поліритмію/поліметрію (два різні тактові розміри одночасно 8/8 та 12/8 метри) і спрощену поліритмію наприкінці пришвидшеної секції, що дуже рідко зустрічається у популярній музиці. Головний вокал охоплює дві з половиною октави (Соль великої октави — До другої октави).
Мей розглядав її як попередницю «Bohemian Rhapsody», заявляючи: «Ви маєте взяти до уваги, що ми вже записали „My Fairy King“ у першому альбомі, і записали „The March of the Black Queen“ у другому, так що ми були добре знайомі з екскурсами Фредді у незвичайні області, і це було тим, що нам справді подобалося». А Тейлор, згадуючи складний процес запису пісні, в інтерв'ю 1977 року казав: «Стрічка стала прозорою, справді… Вона була 16-доріжковою… Стрічка так багато разів проходила через головку (записуючу) при овердабінгу, що оксид стерся». Схожий анекдот розповідався і про сесії запису «Bohemian Rhapsody».
Хоча пісня ніколи не випускалася як сингл, вона входить до числа улюблених серед шанувальників «Queen». Вся композиція була занадто складною, аби виконувати її на концертах, проте пришвидшену секцію із рядками «My life is in your hands, I'll foe and I'll fie…» й далі, інколи включали у живі попурі із вокалом Мерк'юрі та Тейлора протягом 1970-х років. Також відомо, що її вступна фортепіанна п'єса була зіграна наживо лише один раз, на сцені «Providence Civic Center» 14 листопада 1978 року (ймовірно, у відповідь на вигуки фанів, які вимагали виконання цієї пісні на початку концерту). Тоді, зігравши вступ, гурт швидко перейшов до виконання «Bohemian Rhapsody». Крім цього, це був останній раз, коли трек з «Queen II» був зіграний наживо, до часів відновлення концертного виконання «Seven Seas of Rhye» 1984 року протягом туру «The Works Tour».
Пісня закінчується послідовністю висхідних нот, кульмінація якої припадає на перші секунди наступного треку. Вона плавно переходить в наступну композицію «Funny How Love Is».
Funny How Love Is
«Funny How Love Is» була створена в студії. Мерк'юрі написав та зіграв пісню на фортепіано, а її продюсером виступив Робін Джеффрі Кейбл. В композиції використовується техніка «стіни звуків». Пісня жодного разу не виконувалася наживо, значною мірою через те, що вона вимагала від Мерк'юрі виконання високих нот.
Seven Seas of Rhye
Мерк'юрі розпочав роботу над «Seven Seas of Rhye» ще 1969 року, коли він входив до складу гурту «Wreckage». Зрештою, він доопрацював пісню за участю Мея. У документальному фільмі «„Queen“: Days of Our Lives» («„Queen“: Дні нашого життя») Мей згадував: «Я, мабуть, ніколи раніше не казав про це, але я пам'ятаю, що „Seven Seas of Rhye“ — це була ідея Фредді. У нього була чудова ідея маленького рифа на фортепіано, а весь перехід, я вважаю — був моєю роботою. Так що ми безумовно працювали над нею разом. Але коли справа дійшла до випуску альбому, Фредді сказав: „Це я написав“. І ми всі сказали: „Гаразд“. (Сміється) Тому що це не здавалося такою вже великою проблемою. Але Фредді казав: „Знаєте, я написав слова, і це була моя ідея, так що це моя пісня“. Неписане правило гласило, що той, хто приніс пісню — отримував авторство її написання та гроші за неї. Значно, більш пізніше в історії „Queen“ ми визнали цей факт».
Поряд із піснею «Lily of the Valley» з альбому «Sheer Heart Attack», у «Seven Seas of Rhye» згадується фентезійний світ або королівство під назвою «Райє». «Це справді вигадка», — казав Мерк'юрі інтерв'юеру Тому Брауну 1977 року. «Це плід твоєї уяви». Коротка інструментальна версія «Seven Seas of Rhye» ввійшла до першого альбому гурту як аутро, з наміром, щоб цей альбом розпочинався з її повної версії. Аналогічна ідея виникла і зі старою мюзик-хольною піснею «I Do Like To Be Beside the Seaside», яка тут виконується наприкінці «Seven Seas of Rhye» і награвалася під час інтро третього альбому «Sheer Heart Attack». Британський підприємець, Кен Тесті, який приєднався до гурту під час запису пісні згадував: «Я приєднався до репризі наприкінці „Seven Seas of Rhye“. Як і Пет Макконнелл, і вся наша компанія. Я пам'ятаю дуже багато реверберацій, і Браяна граючого у ній на стилофоні, вона була створена за один день, ми всі були цілковито п'яні тоді».
«Seven Seas of Rhye» містить характерний арпеджований фортепіанний вступ. У альбомі «Queen II» це арпеджіо грається двома руками з інтервалом в октаву одна від одної, тоді як у скороченій версії пісні альбому «Queen» і більшості концертних виступів — Мерк'юрі виконував одною рукою простіший варіант цих арпеджіо. Ця тема також звучала наприкінці пісні «It's a Beautiful Day (reprise)» з останнього альбому гурту, «Made in Heaven» (1995).

## Обкладинка

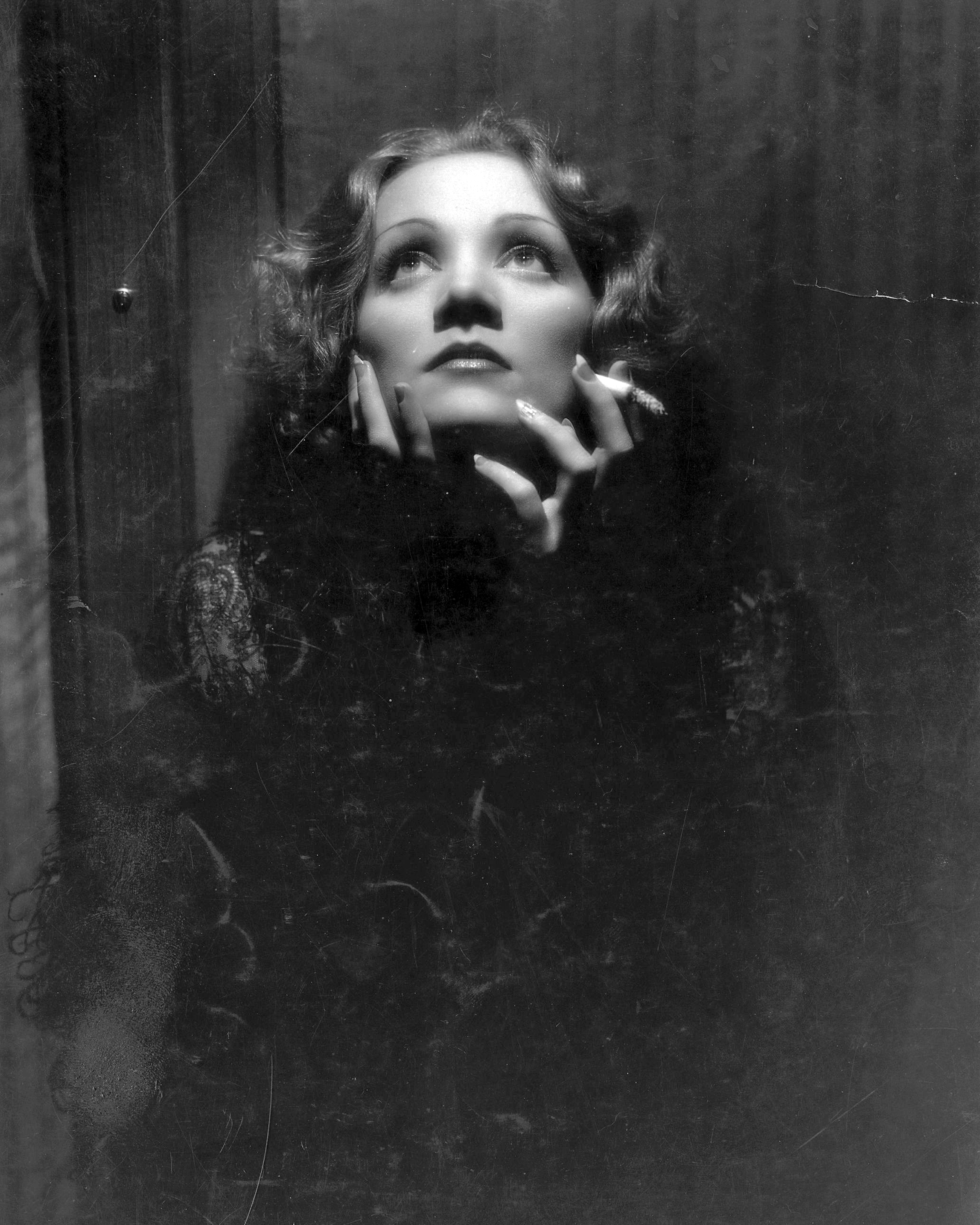
Натхненням для обкладинки альбому стало зображення Марлен Дітріх з фільму «Шанхайський експрес» (1932)

Для створення обкладинки альбому був залучений рок-фотограф Мік Рок. За словами Рока, гурт хотів «прищепити трохи [фірмової] декадентської „гламурної“ чуттєвості», яку вони бачили в його роботі з іншими артистами, такими як Девід Бові, Іггі Поп та Лу Рід. За словами Рока, за допомогою обкладинки гурт хотів привернути увагу слухачів, тим паче, що їхній перший альбом не зміг цього зробити. «Вони зрозуміли, що якщо привернути увагу людей, то можна зацікавити їх музикою».
У побаженнях гурту щодо фотографії, почутими Роком, фігурувала «чорно-біла» тема альбому. В результаті, на обкладинці була розміщена фотографія, яка описувалася Роком у відеокасеті про нього словами: «„Queen“ стояли у ромбовидному порядку, з відхиленими назад головами як статуї з острова Пасхи» на чорному тлі. Культовий образ «Queen» зі світлотінню був натхненний схожою фотографією Марлен Дітріх з фільму «Шанхайський експрес» 1932 року. «І, звісно, ніхто ніколи не був більш „гламурним“, ніж божественна міс Дітріх» — жартував Рок. «Це був лише один із тих спалахів натхнення, які іноді трапляються» — пояснював Рок. Гурт ледь не видхілив фото, бо «було відчуття, що [повторення пози Дітріх] може бути надто претензійним», але Рок переконав їх у зворотному. «Конверт зображав їх типу набагато більшими цабе, ніж вони тоді були, але це було правдивим відображенням їхньої музики». Рок заявив, що Мерк'юрі любив цитувати Оскара Вайлда. «Часто те, що сьогодні вважається претензійним, завтра вважатиметься передовим. Головне, щоб з цим рахувалися». Рок казав: «Для Фредді це слово [претензійність] не мало сенсу — „Чи кльово це?“ — лише бурмотав він. То були дні андрогінності, і Фредді був готовий неслабо просувати її». Згодом, Фредді додав: «Жодного особливого значення у цьому нема, але нам такі речі дуже подобалися, й наші костюми того часу досконало відображали це». Надалі це зображення було відтворене наживо у відеокліпі до пісні «Bohemian Rhapsody».
Щоб урізноманітнити «чорно-білу» тематику «Queen II», Рок створив ще одну фотографію гурту, де музиканти були у білому одязі на білому тлі, яке використали для розвороту конверту альбому, реклами, та обкладинки синглу «Seven Seas of Rhye».

## Реліз
Після завершення праці над альбомом наприкінці серпня 1973 року «Queen» відразу додали «Ogre Battle», «Procession» та «Father to Son» до списку пісень своїх живих виступів і почали активно гастролювати. Проте лейбл «EMI» вчергове відкладав випуск «Queen II», оскільки перший альбом гурту, лише тільки-но вийшов у Великій Британії і ще був не виданий у США. Випуск альбому супроводжували й інші проблеми: через заходи з енергозбереження, які вживалися у зв'язку з нафтовою кризою 1973 року, виготовлення платівок з ним відтермінували на кілька місяців; а після того, як він вийшов, Джона Дікона вказали на конвертах як «Дікон Джон», гурт вимагав виправити це.
«Queen II» вийшов 8 березня 1974 року. Альбом мав успіх у Великій Британії, де посів п'яте місце. У США він посів 49 місце, чим перевершив показники дебютного альбому, «Queen», який посів 83 місце. У своїх інтерв'ю, гурт, просувачи «Queen II», подавав його як альбом на тему «боротьби добра зі злом» і провів численні публічні виступи: крім гастролей 1973 року, вони виступали у спецпрограмі «BBC», що транслювали їхній концерт з іподрому «Golders Green», під назвою «In Concert»; і з'явилися у програмі Джона Піла «Sound of the Seventies». Але попри те, що гурту вдалося стати відомим серед широкого загалу, він викликав негативні відгуки у ЗМІ, які критикували його за «надмірність та потурання собі».
Пісня «Seven Seas of Rhye» вийшла у вигляді синглу (де на Б-стороні була неальбомна композиція «See What a Fool I've Been») раніше, ніж планувалося, завдяки вдалому збігу обставин. У лютому 1974 року Девід Бові не зміг з'явитися на телешоу «Top of the Pops», де він мав виконати пісню «Rebel Rebel», через що телекерівництво терміново почало шукати йому заміну. В результаті на шоу запросили «Queen», які під фонограму виконали «Seven Seas of Rhye». Після чого «EMI» терміново випустили сингл 23 лютого, всього за п'ять днів після підтвердження його виконання на телебаченні. Це був перший сингл-хіт гурту, який посів 10 місце в британських чартах.
«Зважаючи на нападки, яких ми останнім часом зазнавали, дивуюся, що новий альбом пішов так добре. Гадаю, суть в тому, що публіці гурт подобається... ми стільки намучилися з тим альбомом, можливо аж надто, але, закінчивши, ми направду почувались гордими. Одразу ж він отримав справді погану критику, тож я взяв його додому, щоб ще раз послухати й подумав: "Боже, вони праві?". Але послухавши знову через кілька тижнів — і мені все ще подобається. Думаю, альбом чудовий. Ми за нього триматимемося»— Рождер Тейлор про реакцію критики на «Queen II»

### Перевидання 2011 року
8 листопада 2010 року компанія звукозапису «Universal Music» оголосила про випуск ремастованого і доповненого перевидання альбому у травні 2011 року. Це було частиною нової угоди між «Queen» та «Universal Music», яка ознаменувала собою завершення майже 40-річної співпраці гурту з лейблом «EMI Records». Загалом 2011 року «Universal Music» планували ремастувати та перевидати всі студійні альбоми «Queen», проте остаточно ця робота була завершена 2012 року.

## Рецепції

### Критика на момент виходу
Реакція тогочасної музичної критики на «Queen II» була змішаною. Журнал «Disc» писав: «Матеріал, виконання, запис і навіть художнє оформлення дуже високого рівня». «NME» висловив думку, що запис показав «усю силу й весь драйв гурту, його талант до написання пісень та усі якості, що роблять його унікальним», тоді як «Sounds» писав: «Цей альбом просто названий „Queen II“ захопив „Queen“ у їх найкращі години». «Rolling Stone», що розхвалив першу платівку гурту, дав альбому дві з половиною зірочки з п'яти. Хоча журнал не виявляв особливого ентузіазму щодо «Чорної сторони», «Білій стороні» він аплодував, написавши, що в ній є «рятівна благодать вчасно виконаних й добре підібраних потужних акордів та кілька доволі гарненьких мелодій». «Melody Maker» не знайшов, чим похвалити запис, написавши: «Кажуть, що „Queen“ мають певний успіх у Штатах, але наразі незрозуміло, чи буде у них тут прорив. Якщо вони проб'ються, то мені доведеться з'їсти капелюха або щось у тому дусі. Можливо вони надто стараються, нема глибини звучання й почуття». «Record Mirror» альбом теж не сподобався: «Ось вона, мішура глем-року. Слабенько та перепродюсовано, якщо цей гурт є нашою найсвітлішою надією на майбутнє, то ми здійснюємо рок-н-ролльне самогубство». Роберт Крістгау у статті журналу «Creem» зневажливо обізвав альбом «примхивоїдною, роялоїдною, важкоїдною андроїдною пустотою».

### Спадок
Станом на кінець 1974 року, реакція публіки на «Queen II» була захопленою. Платівка також була визнана 5-м найкращим альбомом року за версією журналу «Disc». Хоча альбом залишається однією з маловідомих робіт гурту, він зберіг культовий статус і в останні роки згадується низкою музичних видань, колегами по цеху та шанувальниками як одна з найкращих робіт «Queen». 1987 року газета «Post-Tribune» поставила «Queen II» на 9-е місце в статті під назвою «Альбоми, що мали б бути в колекції кожного, але не є». У рейтингу «Топ-1000 альбомів всіх часів» «Книги рекордів Гіннеса», 1994 року видання, «Queen II» посів 202 місце серед найкращих рок-/поп-альбомів усіх часів. 2003 року журнал «Q» включив «Queen II» у список 50-ти маловідомих альбомів, рекомендованих журналом, на додаток до опитування «50 найкращих британських альбомів усіх часів». 2005 року читачі журналу «Kerrang!» визнали «Queen II» 72-м найкращим британським рок-альбомом в історії. 2006 року «Queen II» увійшов до списку «200 найкращих альбомів 70-х» журналів «Classic Rock» і «Metal Hammer», а також був названий разом із «Sheer Heart Attack» одним із 20 найкращих альбомів 1974 року. 2008 року вебсайт «IGN Music» назвав «Queen II» одним із «10 класичних альбомів глем-року», пишучи: «„Queen“ надали глему масштабніше, більш гімнове звучання у цьому іскристому опусі. У поєднанні із недооціненими клавішними Фредді Мерк'юрі, дзвінкі провідні партії Браяна Мея та свіжі рифи — створили тло для пісень, які були одночасно лютими та елегантними». 2010 року «Queen II» посів 60-те місце у рейтингу журналу «Mojo» «Найкращих альбомів, що будь-коли вийшли на лейблі „Elektra Records“». Поряд із альбомами гурту, «Sheer Heart Attack» та «A Night at the Opera», «Queen II» фігурує в книзі «1001 альбом, які ви повинні послухати перш, ніж помрете», де він описується як «виразно похмурий альбом», який «продемонстрував їхню багатогранність», на відміну від їх пізніших «експансивних, стадіонно-популярних гімнів».
Сайт «AllMusic» дав альбому чотири зірки з п'яти, написавши: «„Queen“ тут накручені, напружені та злі, з притаманним їм почуттям драматизму, що робить „Queen II“ реально сильним музично, а також по-справжньому цілісним». Рецензія відзначила «важкість» альбому і заявила, що «він ніколи не здавався таким фантастичним, як „Genesis“ або „Uriah Heep“», зробивши висновок, що «„Queen II“ — один із улюбленців серед їхніх хардкорних фанів». Сайт «Pitchfork», який дав позитивну оцінку альбому, оцінивши його на 7,8 з 10 балів, написав: «Запаморочливий, надмірний, неприборканий, „Queen II“ — це незламний фаворит фанів і, можливо, найнедооціненіший альбом гурту». 2009 року журнал «The Quietus» опублікував статтю, присвячену «маловідомому блиску» «Queen», приурочену до виходу компіляції «Absolute Greatest» того ж року, описавши «Queen II» як «цілковито спопеляючий альбом», до якого увійшли два найкращі треки гурту: «Ogre Battle» і «Father to Son». 2014 року Браян Мур писав для онлайн-газети «Houston Press», що «музика прогресивніша, а гармонії досконаліші, ніж у першому альбомі. Після запису цього альбому „Queen“ настільки вичерпали себе у стилі прогресивного року, що повністю відмовилися від нього у наступному альбомі». 2016 року у журналі «Classic Rock» Малколм Доум назвав «Queen II» шостим найвизначним альбомом гурту. Він писав: «Стилістично тут немає нічого, чого не було б у чудовому дебютнику, ви можете почути, як гурт бореться з традиційними проблемами „важкого другого альбому“. Вони просунули свої рокові та металеві коріння так далеко, як тільки могли, і явно збиралися зістрибнути з поїзду і розширити свої обрії. Ймовірно, саме з цієї причини в альбомі бракувало блиску і різкості „Queen“ та зухвалості подальшого „Sheer Heart Attack“». Грег Кот із «Chicago Tribune» дав просто позитивну оцінку у 2 зірки, і прокоментував, що альбом є «злиттям металевого тупоту „Led Zeppelin“ із бароковим аранжуваннями „Yes“, доповненого ноткою кемповості».
Інші рок-музиканти також високо оцінили альбом. Роб Гелфорд із «Judas Priest» назвав «Queen II» одним зі своїх улюблених альбомів, кажучи, що у ньому «лише хороші пісні», а «Ogre Battle» — його особливо улюблена композиція. В інтерв'ю журналу «Rolling Stone» 1989 року, соліст «Guns N' Roses», Ексл Роуз, сказав про альбом: «У „Queen“ є мій улюблений: „Queen II“. Щоразу, коли виходила їхня нова платівка, і на ній були всі ці інші типи музики, спочатку мені подобалася лише та чи інша пісня. Але через деякий час після прослуховування я відкривав для себе так багато різних стилів. Я дуже ціную їх за це. Це те, чого я завжди хотів досягти». У серпні 1993 року вокаліст «The Smashing Pumpkins», Біллі Корган, розповів «Melody Maker» про «записи, які змінили його життя»: «Я працював у музичному магазині, де було багато старих платівок, і я знайшов „Queen II“, ймовірно, їх найменш популярний альбом. Він був настільки топовим, зі стількома накладками вокалу і гітарних партій — суцільний „Квінівський“ перегруз. Я був у захваті. Мені сподобалися круті, дивні, неоднозначні пісні про сексуальність Фредді і те, як він переходить від важкої музики до красивих балад».

### Оцінки гуртом
(Про ідею «Білої» та «Чорної» сторони) «Гмм.. це була ідея, яку ми тоді розвивали... жодного особливого сенсу вона не має. Але речі такого типу нас захоплювали... наші тогочасні костюми відображають це абсолютно» — Фредді Мерк'юрі
«Найважливіше для мене було те, що альбом „Queen II“ потрапив у чарти — це було особливо приємно, бо перший альбом пішов не дуже. Приємно бачити, що твою роботу визнають, хоча зазвичай я не дуже переживаю. Роджер цією стороною справ турбується більше» — Джон Дікон
«Це тоді ми вперше влізли в продюсування, і нас абсолютно занесло» — Роджер Тейлор
«Я ненавидів назву другого альбому, „Queen II“, вона була настільки непривабливою» — Роджер Тейлор
«Коли вийшов „Queen II“, він не всім припав до душі. Чимало людей думало, що ми закинули рок-музику. Говорили: "Чому ви не граєте такі речі як „Liar“ або „Keep Yourself Alive“?" А ми могли сказати лише — послухайте ще раз, воно там, але воно все шарами, це новий підхід. Тепер люди кажуть: "Чому ви не граєте як „Queen II“". Так думають багато наших близьких фанів, і мені той альбом усе ще дуже подобається. Він не досконалий, має недоліки молодості й зловживання молодості, але, гадаю, то був наш найбільший крок із усіх» — Браян Мей

## Тур
На підтимку альбому гурт провів «Queen II Tour», який проходив з 11 березня по 12 травня 1974 року. Загалом було дано 41 концерт в крупних містах Великої Британії та США.

## Список композицій
Оригінальний реліз:
На обкладинці альбому гурт розмістив коментар «і ніхто не грав на синтезаторі… знову» — пуристичний принцип Браяна Мея, оскільки деякі слухачі помилково сприймали складне багатошарове звучання та звукові ефекти гурту, створені за допомогою гітари та вокалу, за синтезатори. Роджер Тейлор був вказаний на обкладинці як «Роджер Меддоуз-Тейлор», що є його повним ім'ям, але після цього альбому надалі ця практика припинилася.
| «Біла сторона» (сторона «А») | «Біла сторона» (сторона «А») | «Біла сторона» (сторона «А») | «Біла сторона» (сторона «А») | «Біла сторона» (сторона «А») |
| #                            | Назва                        | Автор                        | Вокал                        | Тривалість                   |
| ---------------------------- | ---------------------------- | ---------------------------- | ---------------------------- | ---------------------------- |
| 1.                           | «Procession»                 | Браян Мей                    | інструментал                 | 1:12                         |
| 2.                           | «Father to Son»              | Браян Мей                    | Фредді Мерк'юрі              | 6:14                         |
| 3.                           | «White Queen (As It Began)»  | Браян Мей                    | Фредді Мерк'юрі              | 4:34                         |
| 4.                           | «Some Day One Day»           | Браян Мей                    | Браян Мей                    | 4:23                         |
| 5.                           | «The Loser in the End»       | Роджер Тейлор                | Роджер Тейлор                | 4:02                         |

| «Чорна сторона» (сторона «Б») | «Чорна сторона» (сторона «Б»)      | «Чорна сторона» (сторона «Б») | «Чорна сторона» (сторона «Б»)   | «Чорна сторона» (сторона «Б») |
| #                             | Назва                              | Автор                         | Вокал                           | Тривалість                    |
| ----------------------------- | ---------------------------------- | ----------------------------- | ------------------------------- | ----------------------------- |
| 1.                            | «Ogre Battle»                      | Фредді Мерк'юрі               | Фредді Мерк'юрі                 | 4:10                          |
| 2.                            | «The Fairy Feller's Master-Stroke» | Фредді Мерк'юрі               | Фредді Мерк'юрі                 | 2:40                          |
| 3.                            | «Nevermore»                        | Фредді Мерк'юрі               | Фредді Мерк'юрі                 | 1:15                          |
| 4.                            | «The March of the Black Queen»     | Фредді Мерк'юрі               | Фредді Мерк'юрі і Роджер Тейлор | 6:33                          |
| 5.                            | «Funny How Love Is»                | Фредді Мерк'юрі               | Фредді Мерк'юрі                 | 2:50                          |
| 6.                            | «Seven Seas of Rhye»               | Фредді Мерк'юрі               | Фредді Мерк'юрі                 | 2:50                          |

| 1991: бонус-треки («Hollywood Records» CD-перевидання) | 1991: бонус-треки («Hollywood Records» CD-перевидання) | 1991: бонус-треки («Hollywood Records» CD-перевидання) |
| #                                                      | Назва                                                  | Тривалість                                             |
| ------------------------------------------------------ | ------------------------------------------------------ | ------------------------------------------------------ |
| 12.                                                    | «See What a Fool I've Been» (Браян Мей)                | 4:32                                                   |
| 13.                                                    | «Ogre Battle» (1991 бонус-ремікс)                      | 3:27                                                   |
| 14.                                                    | «Seven Seas of Rhye» (1991 бонус-ремікс)               | 6:35                                                   |

| 2011: перевидання «Universal Music», бонус-EP | 2011: перевидання «Universal Music», бонус-EP                           | 2011: перевидання «Universal Music», бонус-EP |
| #                                             | Назва                                                                   | Тривалість                                    |
| --------------------------------------------- | ----------------------------------------------------------------------- | --------------------------------------------- |
| 1.                                            | «See What a Fool I've Been» (BBC-сесія, липень 1973, (Ремікс 2011))     | 4:22                                          |
| 2.                                            | «White Queen (As It Began)» (концерт в Hammersmith Odeon, грудень 1975) | 5:32                                          |
| 3.                                            | «Seven Seas of Rhye» (інструментальний мікс)                            | 3:09                                          |
| 4.                                            | «Nevermore» (BBC-сесія, квітень 1974)                                   | 1:29                                          |
| 5.                                            | «See What a Fool I've Been» (версія Б-сторони, лютий 1974)              | 4:31                                          |

| 2011: iTunes делюкс-видання бонус-відео | 2011: iTunes делюкс-видання бонус-відео                  | 2011: iTunes делюкс-видання бонус-відео |
| #                                       | Назва                                                    | Тривалість                              |
| --------------------------------------- | -------------------------------------------------------- | --------------------------------------- |
| 6.                                      | «White Queen (As It Began)» (концерт на The Rainbow '74) |                                         |
| 7.                                      | «Seven Seas of Rhye» (концерт на Wembley Stadium '86)    |                                         |
| 8.                                      | «Ogre Battle» (концерт в Hammersmith Odeon '75)          |                                         |

## Учасники запису
- Фредді Мерк'юрі — головний вокал (2, 3, 6-11), бек-вокал (2-4, 6-11), піаніно (2, 7-11), клавесин (7)
- Браян Мей — електрогітара (всі, крім 8), бек-вокал (2, 4, 6-11), акустична гітара (2-5, 10), головний вокал (4), дзвіночки (9), піаніно (2)
- Роджер Тейлор — ударні (всі, крім 8), бек-вокал (2, 4-11), головний вокал (5), додатковий вокал (9), гонг (6), марімба (5)
- Джон Дікон — бас-гітара (всі, крім 1), акустична гітара (2)

Додатковий персонал
- Рой Томас Бейкер — продюсування, кастаньєти (7), стилофон (11)[86]
- Робін Кейбл — продюсування

## Чарти
| Чарт (1974)                                     | Позиція |
| ----------------------------------------------- | ------- |
| Австралія Australian Albums (Kent Music Report) | 79      |
| Канада Canada Top Albums/CDs (RPM)              | 40      |
| Японія Japanese Albums (Oricon)                 | 26      |
| Норвегія Norwegian Albums (VG-lista)            | 19      |
| Велика Британія UK Albums (OCC)                 | 5       |
| США Billboard 200                               | 49      |

## Сертифікації
| Регіон                                                                                          | Сертифікація | Продажі  |
| ----------------------------------------------------------------------------------------------- | ------------ | -------- |
| Канада (Music Canada)                                                                           | Платиновий   | 100 000^ |
| Японія (RIAJ)                                                                                   | Золотий      | 100 000^ |
| Польща (ZPAV) 2009 Agora SA album reissue                                                       | Платиновий   | 20 000*  |
| Велика Британія (BPI)                                                                           | Золотий      | 100 000^ |
| *продажі, що базуються лише на сертифікаціях ^відвантаження, що базуються лише на сертифікаціях |              |          |